# Triaspis
Triaspis is een geslacht van insecten uit de orde vliesvleugeligen (Hymenoptera) en de familie schildwespen (Braconidae).

## Soorten
- T. abditiva Martin, 1956
- T. aciculata (Ratzeburg, 1848)
- T. aequoris Martin, 1956
- T. affinis (Herrich-Schaffer, 1838)
- T. algirica Snoflak, 1953
- T. angustiventris de Saeger, 1948
- T. anomala Brues, 1939
- T. apionis (Rondani, 1872)
- T. aquila Martin, 1956
- T. armeniaca Tobias, 1976
- T. atomos (Rossi, 1790)
- T. azteca Martin, 1952
- T. bambusae de Saeger, 1948
- T. bangela Papp, 1984
- T. bictica (Papp, 1993)
- T. breviventris (Thomson, 1892)
- T. brucivora (Rondani, 1877)
- T. buccula (Papp, 1984)
- T. caledonica (Marshall, 1888)
- T. carentica Lopez, 2004
- T. caucasica Abdinbekova, 1969
- T. caudata (Nees, 1816)
- T. cervicalis (Cockerell, 1921)
- T. claripennis Tobias, 1967
- T. collaris (Thomson, 1874)
- T. complanellae (Hartig, 1847)
- T. concava Chou & Hsu, 1996
- T. concisa (Fullaway, 1919)
- T. conico Lopez, 2004
- T. coniungens Snoflak, 1953
- T. convexa Belokobylskij, 1998
- T. corusca Papp, 1984
- T. curculiovorus Papp & Maeto, 1992
- T. daci (Szepligeti, 1911)
- T. deversa (Papp, 1993)
- T. devinensis Snoflak, 1953
- T. eflucta Papp, 1998
- T. efluctus Papp, 1998
- T. elaeagni Tobias, 1986
- T. emarginata (Szepligeti, 1914)
- T. eugenii Wharton & Lopez-Martinez, 2000
- T. facialis (Ratzeburg, 1852)
- T. fijica (Papp, 1993)
- T. flavipalpis (Wesmael, 1835)
- T. flavipes (Ivanov, 1899)
- T. flavofacies Papp, 1999
- T. floricola (Wesmael, 1835)
- T. fulgens Papp, 1971
- T. fumosa Papp, 1984
- T. glaberrima Snoflak, 1953
- T. graeca Papp, 2003
- T. halidayi Martin, 1956
- T. hansoni Lopez, 2004
- T. hispanica Papp, 1999
- T. krivolutskayae Belokobylskij, 1994
- T. kurtogaster Martin, 1956
- T. laticarinata Martin, 1956
- T. lugubris Snoflak, 1953
- T. luteipes (Thomson, 1874)
- T. magnafoveae Martin, 1956
- T. masoni Lopez, 2004
- T. matercula Martin, 1956

- T. mervarki Papp, 1999
- T. metacarpalis Tobias, 1986
- T. minuta Papp, 1971
- T. nanchaensis Ma, Yang & Yao, 2002
- T. nishidai Papp, 1984
- T. nobilis de Saeger, 1948
- T. obscurella (Nees, 1816)
- T. ocellulata Martin, 1956
- T. odontochila Martin, 1956
- T. odrina (Papp, 1993)
- T. oranga (Papp, 1993)
- T. pallipes (Nees, 1816)
- T. pernegrus (Papp, 1993)
- T. pinsapo (Papp, 1993)
- T. pissodis Viereck, 1912
- T. podlussanyi Papp, 1998
- T. prima (Brethes, 1925)
- T. prinops Papp, 1984
- T. pumila Papp, 1984
- T. pygmaea (Szepligeti, 1913)
- T. rectangulata Martin, 1956
- T. rimulosa (Thomson, 1892)
- T. ruficollis (Cameron, 1905)
- T. rufiduplicata Shenefelt, 1970
- T. rugosa (Szepligeti, 1901)
- T. scotospila Papp, 1984
- T. sculpturata (Szepligeti, 1898)
- T. schrottkyi (Szepligeti, 1908)
- T. sekerai Snoflak, 1953
- T. semiareola Papp, 1999
- T. semiglabra (Szepligeti, 1902)
- T. semilissa Snoflak, 1953
- T. shangchia Chou & Hsu, 1996
- T. shawi Lopez, 2004
- T. similator (Szepligeti, 1901)
- T. simplicifrons (Brues, 1924)
- T. stenochila Martin, 1956
- T. stenogaster Martin, 1956
- T. stictostiba Martin, 1956
- T. stilpnogaster Martin, 1956
- T. striatula (Nees, 1816)
- T. striola (Thomson, 1874)
- T. sulcata (Szepligeti, 1901)
- T. tadorna Papp, 1984
- T. terebra (de Saeger, 1948)
- T. testacea (Szepligeti, 1914)
- T. thomsoni Fahringer, 1934
- T. thoracica (Curtis, 1860)
- T. transita Papp, 1984
- T. tricolorata Tobias & Saidov, 1997
- T. tripartita (Szepligeti, 1905)
- T. umbofer (Papp, 1993)
- T. vernalis Belokobylskij, 1998
- T. versata Papp, 1984
- T. vestiticida Viereck, 1912
- T. virginiensis (Ashmead, 1889)
- T. warnckei Papp, 1999
- T. whartoni Lopez, 2004
- T. wittei de Saeger, 1948
- T. xanthochila Martin, 1958
- T. xylophagi Fischer, 1966